# 化学分析技能士
化学分析技能士（かがくぶんせきぎのうし）とは、国家資格である技能検定制度の一種で、都道府県知事（問題作成等は中央職業能力開発協会、試験の実施等は都道府県職業能力開発協会）が実施する、化学分析に関する学科及び実技試験に合格した者をいう。
なお職業能力開発促進法により、化学分析技能士資格を持っていないものが化学分析技能士と称することは禁じられている。それぞれ1級と2級がある。1級合格者は職業訓練指導員 (化学分析科)、職業訓練指導員 (公害検査科)の試験の実技試験と学科試験の関連学科が免除され、2級合格者は実技試験が免除される。